# Liste der Naturdenkmale in Kaufungen
Die Liste der Naturdenkmale in Kaufungen nennt die auf dem Gebiet der Gemeinde Kaufungen im Landkreis Kassel in Hessen gelegenen Naturdenkmale. Dies sind gegenwärtig 13 Bäume an 10 Standorten, wobei eine Rotbuche (6.33.442) nur noch als stehendes Totholz existiert.

## Bäume
| Bild                          | Bezeichnung                                                              | Ortsteil, Lage                                  | Beschreibung | Art                 | Nr.      |
| ----------------------------- | ------------------------------------------------------------------------ | ----------------------------------------------- | --- | ------------------- | -------- |
| mehr Fotos \| Fotos hochladen | 1 Eiche                                                                  | Niederkaufungen 51° 16′ 37″ N, 9° 36′ 15,7″ O   | Stieleiche ca. 300 m südlich des Ortsrandes von Niederkaufungen. Der Baum steht im Haferbachtal, an einem Hang am östlichen Rand der Straße „Am Haferbach“. Stammumfang: 4,05 m Höhe: 22 m Pflanzjahr: ca. 1825 OSM-Link zur Kartendarstellung: Stieleiche südlich von Niederkaufungen | Quercus robur       | 6.33.431 |
| mehr Fotos \| Fotos hochladen | 1 Linde, 1 Eiche                                                         | Niederkaufungen 51° 16′ 8,1″ N, 9° 36′ 49,3″ O  | Winterlinde ca. 1,0 km südlich des Ortsrandes von Niederkaufungen. Die beiden Bäume des Naturdenkmals stehen etwa 40 m auseinander, an einem Waldrand östlich der Straße „Im Jagdgrund“. Direkt an den Bäumen führt ein Pfad vorbei, der Bestandteil regionaler Wanderwege, darunter des Kasselsteigs ist. Stammumfang: 3,90 m Höhe: 30 m Pflanzjahr: ca. 1805 OSM-Link zur Kartendarstellung: Winterlinde am Kasselsteig | Tilia cordata       | 6.33.432 |
| mehr Fotos \| Fotos hochladen | 1 Linde, 1 Eiche                                                         | Niederkaufungen 51° 16′ 7,9″ N, 9° 36′ 47,2″ O  | Stieleiche ca. 1,0 km südlich des Ortsrandes von Niederkaufungen. Die beiden Bäume des Naturdenkmals stehen etwa 40 m auseinander, an einem Waldrand östlich der Straße „Im Jagdgrund“. Direkt an den Bäumen führt ein Pfad vorbei, der Bestandteil regionaler Wanderwege, darunter des Kasselsteigs ist. Der Stamm der Eiche teilt sich in ca. 4,0 m Höhe in zwei kräftige Hauptäste. Zwischen diesen klafft, hinunter bis auf etwa 2,0 m Höhe, ein senkrechter Spalt im Stamm des Baumes durch den von oben Niederschlag eindringt. Es scheint als könnte der alte Baum an dieser Stelle, irgendwann in der Zukunft, einen seiner beiden Hauptäste verlieren. Stammumfang: 4,55 m Höhe: 32 m Pflanzjahr: ca. 1805 OSM-Link zur Kartendarstellung: Stieleiche am Kasselsteig | Quercus robur       | 6.33.432 |
| mehr Fotos \| Fotos hochladen | 1 Linde                                                                  | Niederkaufungen 51° 15′ 52,4″ N, 9° 36′ 41,5″ O | Winterlinde ca. 1,5 km südlich des Ortsrandes von Niederkaufungen. Der Baum steht frei auf einer Wiese, die sich zwischen einem Wirtschaftsweg und dem bewaldeten Bachlauf des Ahlgrabens erstreckt. Stammumfang: 4,40 m Höhe: 23 m Pflanzjahr: ca. 1875 OSM-Link zur Kartendarstellung: Winterlinde südlich von Niederkaufungen | Tilia cordata       | 6.33.433 |
| mehr Fotos \| Fotos hochladen | Großbaumbestand an der Stiftskirche (1 Bergahorn, 1 Winterlinde, 1 Eibe) | Oberkaufungen 51° 16′ 46″ N, 9° 38′ 4,4″ O      | Bergahorn auf einer Grünfläche im Stiftsbezirk von Oberkaufungen, südlich der Stiftskirche. Der Baum ist einer der 3 Bäume aus der verteilt stehenden Gruppe. Stammumfang: 3,15 m Höhe: 24 m Pflanzjahr: ca. 1855 OSM-Link zur Kartendarstellung: Bergahorn an der Stiftskirche | Acer pseudoplatanus | 6.33.435 |
| mehr Fotos \| Fotos hochladen | Großbaumbestand an der Stiftskirche (1 Bergahorn, 1 Winterlinde, 1 Eibe) | Oberkaufungen 51° 16′ 46,4″ N, 9° 38′ 2,3″ O    | Winterlinde im Innenhof des Stiftsbezirks von Oberkaufungen, südwestlich der Stiftskirche. Der Baum ist einer der 3 Bäume aus der verteilt stehenden Gruppe. Stammumfang: 3,60 m Höhe: 24 m Pflanzjahr: ca. 1855 OSM-Link zur Kartendarstellung: Winterlinde an der Stiftskirche | Tilia cordata       | 6.33.435 |
| mehr Fotos \| Fotos hochladen | Großbaumbestand an der Stiftskirche (1 Bergahorn, 1 Winterlinde, 1 Eibe) | Oberkaufungen 51° 16′ 48,4″ N, 9° 38′ 5,6″ O    | Eibe auf einer Grünfläche des Stiftsbezirks von Oberkaufungen, östlich der Stiftskirche. Der Baum ist einer der 3 Bäume aus der verteilt stehenden Gruppe, er ist nicht öffentlich zugänglich. Stammumfang: 2,25 m Höhe: 12 m Pflanzjahr: ca. 1805 OSM-Link zur Kartendarstellung: Eibe an der Stiftskirche | Taxus baccata       | 6.33.435 |
| mehr Fotos \| Fotos hochladen | 1 Eiche „Schulze-Boeing-Eiche“                                           | Oberkaufungen 51° 16′ 4″ N, 9° 37′ 57,6″ O      | Stieleiche ca. 800 m südlich des Ortsrandes von Oberkaufungen. Der beeindruckende Baum steht im Stiftswald, östlich des Ruheforstes. sein Standort liegt westlich eines Forstweges, der zwischen Ruheforst und dem „Pfannkuchweg“ verläuft. Vor Ort gibt es keinen Hinweis auf den Namensgeber. Stammumfang: 6,10 m Höhe: 29 m Pflanzjahr: ca. 1705 OSM-Link zur Kartendarstellung: „Schulze-Boeing-Eiche“ südlich von Oberkaufungen | Quercus robur       | 6.33.437 |
| mehr Fotos \| Fotos hochladen | 1 Eiche „Buddelvalteneiche“                                              | Oberkaufungen 51° 16′ 10,8″ N, 9° 38′ 12,4″ O   | Stieleiche ca. 600 m südlich des Ortsrandes von Oberkaufungen. Der Baum steht im Stiftswald, an der Wegekreuzung von „Pfannkuchweg“ und „Triftweg“. Der frühere Revierförster Dilling berichtete 1962 über die Geschichte des Baumnamens, dass dieser auf eine alte Forstdistrikts-Bezeichnung zurückgeht, die wiederum auf einer noch viel älteren Eiche beruht. Diese „gewaltige“ Eiche stand etwa 200 m oberhalb des heutigen Baumes und ihre Überreste sollen noch in den 1940er-Jahren sichtbar gewesen sein. Laut den Berichten von „alten Forstleuten und Holzhauern“ soll der Name in der weit zurückliegenden Zeit der Hutewirtschaft entstanden sein. Der Wald um Oberkaufungen war in großen Teilen gerodet worden und die entstandenen Flächen dienten der Viehweide. Damals soll ein zugewanderter Rinderhirt mit Namen Valentin Neumann gelebt haben. Da es mehrere Hirten mit den Namen Valentin gab, wurde er wegen seiner Haarfarbe auch der „rote Valten“ genannt. Dieser trank gerne Schnaps und wurde selten ohne seine Bouteille (Flasche), seine Schnapsbuttel, gesehen. Daher erhielt er später den Spitznamen Buttelvalten. Valten rastete mit seiner Herde regelmäßig zur Mittagszeit unter der damals freistehenden alten Eiche, die deshalb Buttelvaltenseiche genannt wurde. Später wurde das Gebiet um Valtens Eiche wieder aufgeforstet und dieser Forstdistrikt wurde viele Jahre lang Buttelvaltenseiche genannt. Mit der Namensgebung der heutigen Eiche an der Wegekreuzung von „Pfannkuchweg“ und „Triftweg“ sollte laut Dilling an diese alte Geschichte erinnert werden. Vor Ort gibt es heute keinen Hinweis auf die Namensgeschichte. Stammumfang: 3,55 m Höhe: 20 m Pflanzjahr: ca. 1855 (Dilling schätzte 1962 den Baum auf „etwa 150-jährig“, was für ein Pflanzjahr von ca. 1810 spricht) OSM-Link zur Kartendarstellung: „Buddelvalteneiche“ südlich von Oberkaufungen | Quercus robur       | 6.33.438 |
| mehr Fotos \| Fotos hochladen | 1 Eiche                                                                  | Oberkaufungen 51° 18′ 0″ N, 9° 38′ 29,4″ O      | Stieleiche ca. 1,0 km nördlich des Ortsrandes von Oberkaufungen. Der Standort des Baumes ist nicht ohne weiteres auf öffentlichen Wegen erreichbar. Er liegt am Rande einer Weide, bei einer Baumgruppe etwa 150 m nordöstlich eines Gehöftes an der Straße „Baumgarten“, und etwa 200 m westlich der „Niester Straße“, der K6 zwischen Kaufungen und Nieste. In den Stamm der Eiche sind Isolatoren eines Weidezauns und Reste von Stacheldraht eingewachsen. Stammumfang: 2,95 m Höhe: 15 m Pflanzjahr: ca. 1885 OSM-Link zur Kartendarstellung: Stieleiche nördlich von Oberkaufungen | Quercus robur       | 6.33.439 |
| mehr Fotos \| Fotos hochladen | 1 Eiche                                                                  | Oberkaufungen 51° 17′ 54,4″ N, 9° 37′ 43″ O     | Stieleiche ca. 1,0 km nördlich des Ortsrandes von Oberkaufungen. Der Baum steht am Rand einer Weide, neben einem Wirtschaftsweg der die Verlängerung der Straße „Buschbreite“ bildet. Stammumfang: 3,50 m Höhe: 22 m Pflanzjahr: ca. 1855–1885 OSM-Link zur Kartendarstellung: Stieleiche nördlich von Oberkaufungen | Quercus robur       | 6.33.440 |
| mehr Fotos \| Fotos hochladen | 1 Eiche                                                                  | Niederkaufungen 51° 15′ 49″ N, 9° 36′ 59,8″ O   | Stieleiche ca. 1,6 km südlich des Ortsrandes von Niederkaufungen. Der Baum steht frei auf einer geneigten Wiese, etwa 400 m östlich des Bachlaufs des Ahlgrabens. Stammumfang: 4,10 m Höhe: 22 m Pflanzjahr: ca. 1885 OSM-Link zur Kartendarstellung: Stieleiche südlich von Niederkaufungen | Quercus robur       | 6.33.441 |
| mehr Fotos \| Fotos hochladen | 1 Rotbuche                                                               | Niederkaufungen 51° 15′ 8,5″ N, 9° 37′ 8,5″ O   | Rotbuche ca. 2,8 km südlich des Ortsrandes von Niederkaufungen. Standort ist eine Wiese am Oberlauf des Ahlgrabens, etwa 100 m nordwestlich des Gebäudes des „Jugendheim Belgerkopf“. Nur noch der astlose und abgestorbene, aber beeindruckende Stamm der Buche ist als stehendes Totholz vorhanden. Stammumfang: 3,50 m Höhe: 19 m (im Jahr 2005) Pflanzjahr: ca. 1905 OSM-Link zur Kartendarstellung: Buchenstamm südlich von Niederkaufungen | Fagus sylvatica     | 6.33.442 |